# Hebbel am Ufer
Hebbel am Ufer (HAU) funcționează din sezonul 2003/2004 ca un complex teatral cu trei săli de spectacole în Berlin. Nu are propria sa trupă de actori, ci reprezintă un spațiu de reprezentație pentru festivaluri, spectacole itinerante și co-producții teatrale.

## Săli de spectacole
HAU include următoarele trei săli de spectacole:
- Tradiționalul Hebbel-Theater, numit acum "HEBBEL AM UFER – HAU 1", Stresemannstraße 29Coordonate: 52° 30′ 1.3″ N, 13° 23′ 14.2″ E
- Theater am Halleschen Ufer, numit acum "HEBBEL AM UFER – HAU 2", Hallesches Ufer 32 (fostul Schaubühne am Halleschen Ufer)
- Theater am Ufer, numit acum "HEBBEL AM UFER – HAU 3", Tempelhofer Ufer 10 (o scenă aflată într-o curte interioară, în care au avut loc reprezentațiile regizate de polonezul Andrej Woron după căderea Zidului Berlinului)[3]

Înainte de fuziune, aceste trei teatre au funcționat în mod independent, dar erau puțin frecventate. Ele au reprezentat spații artistice pentru publicul din zonele sărace, precum proiectul în aer liber La Marea din cartierul berlinez Wrangelkiez.

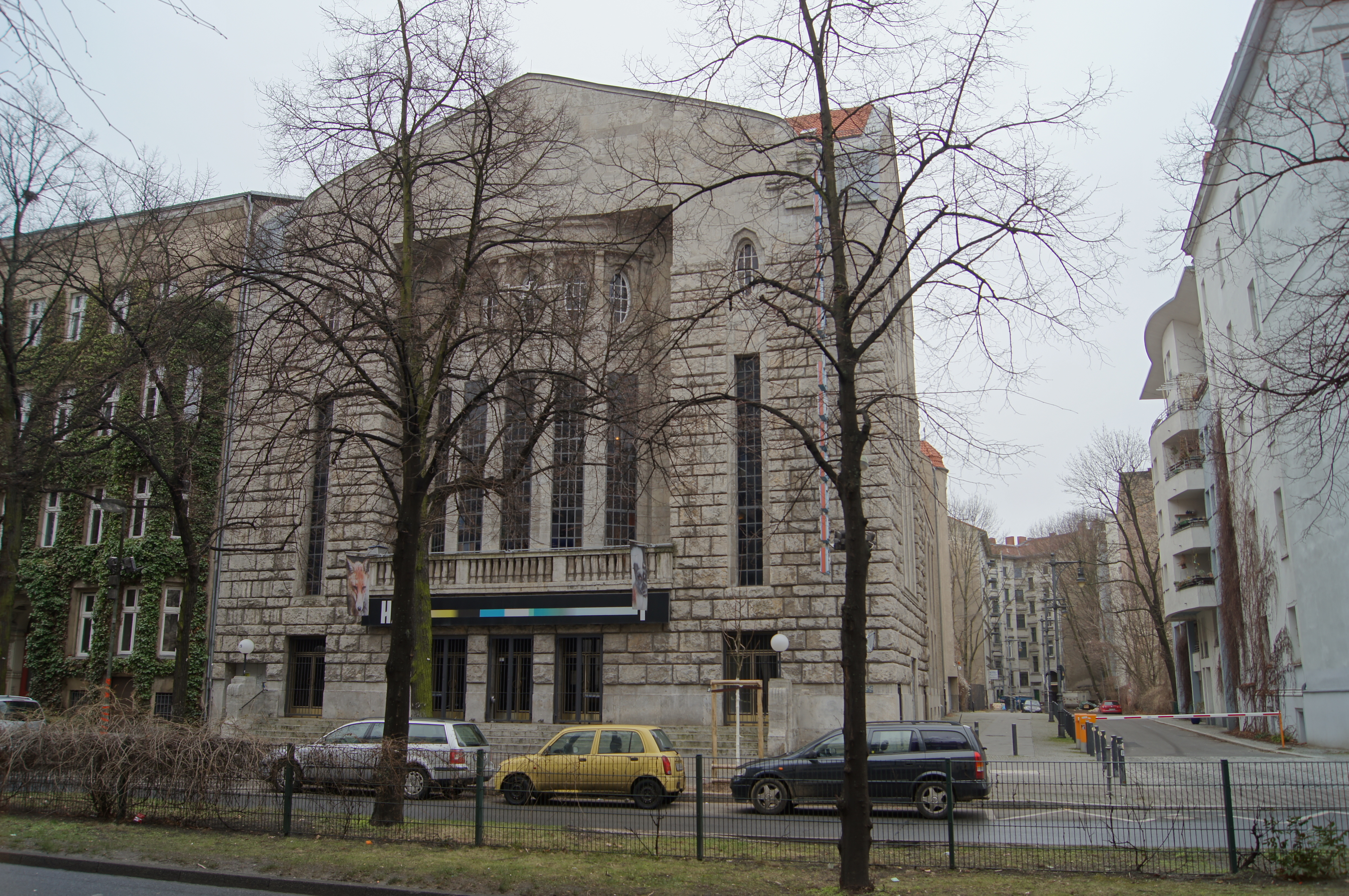
HAU 1
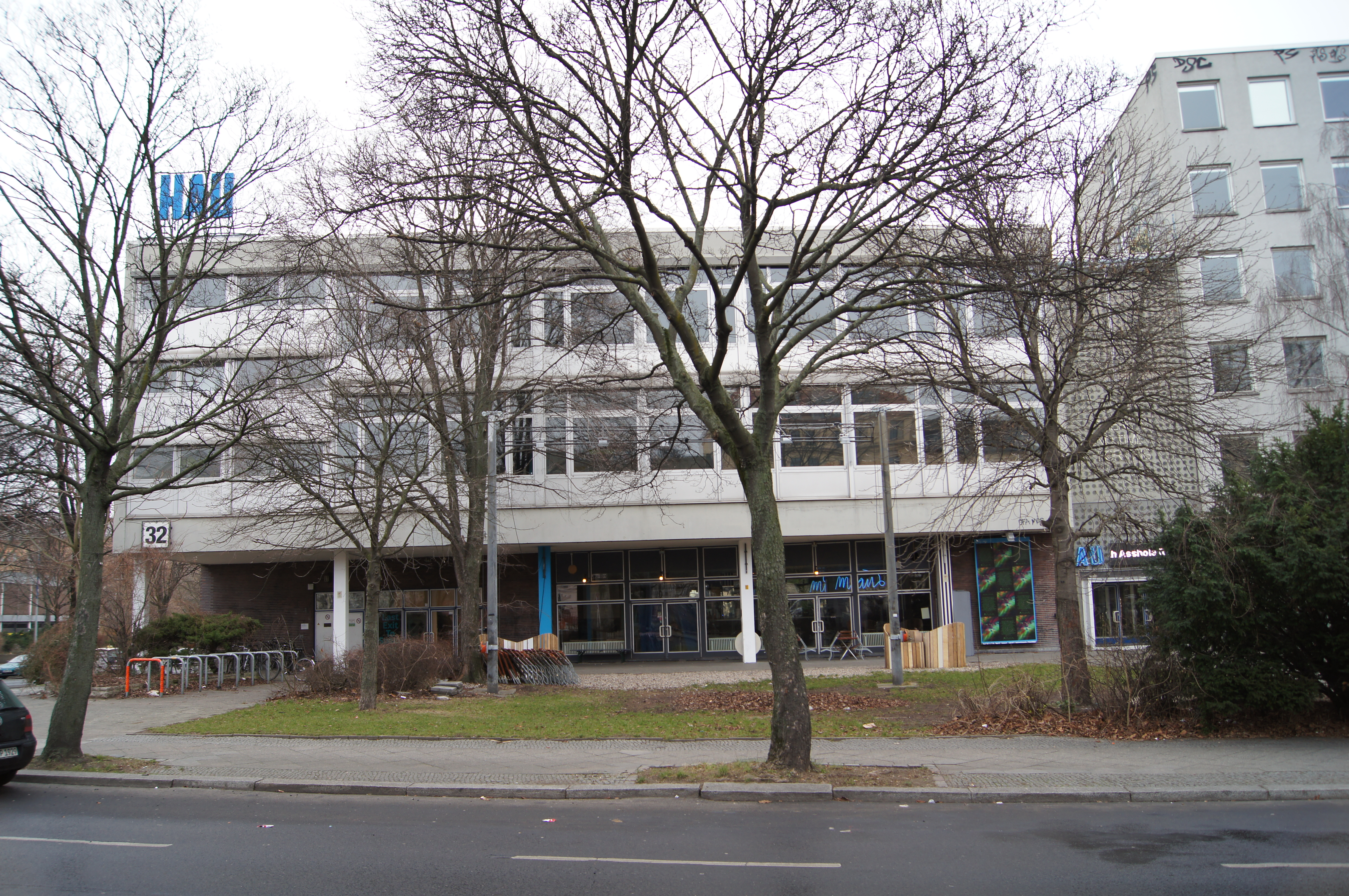
HAU 2
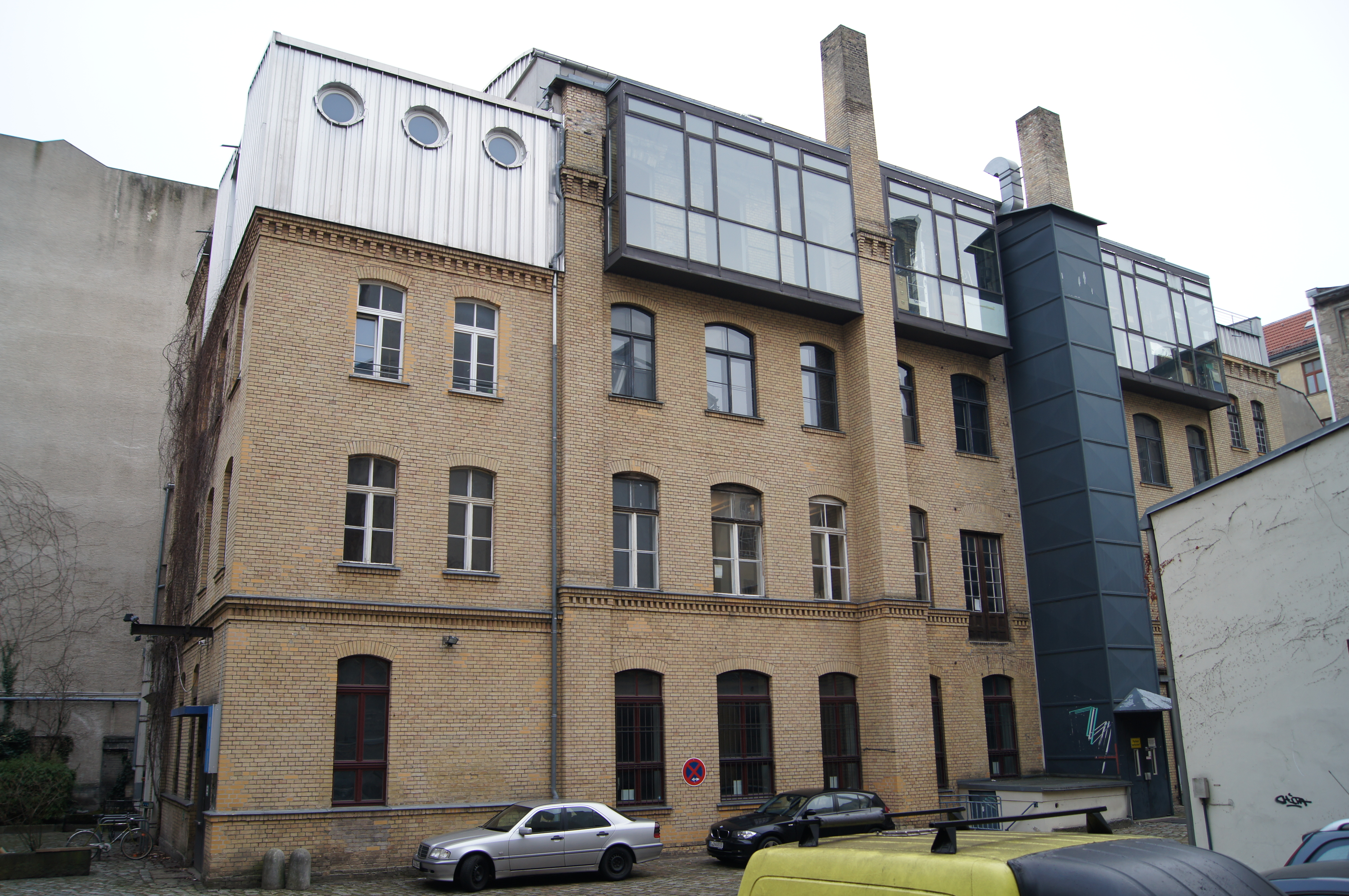
HAU 3

## Conducere
Primul director a fost Matthias Lilienthal, care a lucrat anterior ca regizor la Teatrul din Basel, regizor-șef la Volksbühne am Rosa-Luxemburg-Platz și în 2002 director al festivalului Theater der Welt din zona Ruhr. Demisia lui s-a datorat dorinței de a încerca ceva nou pe plan profesional la fiecare zece ani.
Succesoarea lui Lilienthal începând din sezonul 2012/2013 este belgianca Annemie Vanackere, care a fost din 1995 până atunci director artistic al Schouwburg din Rotterdam . Contractul său inițial a fost pe o durată determinată, până în august 2017, dar a fost prelungit în decembrie 2015 de către Consiliul de Supraveghere, până în august 2022.

## Orientarea
Hebbel am Ufer are misiunea de a continua și sprijini tradiția teatrelor Hebbel ca un spațiu de spectacole pentru trupele itinerante de teatru și de dans din Berlin. El se adresează mai degrabă unui public tânăr.

### Conducerea lui Matthias Lilienthal
HAU s-a remarcat încă de la început printr-o orientare pronunțat politică și avangardistă. Lilienthal a spus că "teatrul s-a schimbat în mod sistematic într-un festival de film documentar". Tema centrală a perioadei de conducere a lui Lilienthal a fost migrația și a devenit clar faptul că HAU a "transformat conceptul de globalizare, adesea criticat din punct de vedere politic, în ceva cultural pozitiv". Programul său neconvențional a adus telespectatorii tineri la teatru.
Aproximativ o treime din producțiile prezentate proveneau din schimbul internațional intensiv, o altă treime de la trupele de teatru independent și ultima treime a fost alocată teatrului de balet. HAU este, de asemenea, începând din 2012, locul de desfășurare al festivalului Tanz im August din Berlin.

### Conducerea lui Annemie Vanackere
În 2014, la doi ani după preluarea conducerii de către Annemie Vanackere, criticul Daniel Schrader de la Ballhaus Ost a comentat în revista Theater heute că noua conducere era "încă orientată către spațiul internațional" și avea "un pic mai puțin loc pentru tinerii artiști noi din Berlin".

## Artiști
(Selecție)
Regizori și actori care, începând din  2004, lucrează în mod regulat cu Hebbel am Ufer:
Sebastian Baumgarten, Jérôme Bel,  Neco Çelik, Big Art Group, Gob Squad, Alvis Hermanis, Hans-Werner Kroesinger, Shermin Langhoff, Constanza Macras, Richard Maxwell, Rabih Mroué, Angela Richter, Xavier Le Roy, Rimini Protokoll, Milo Rau, Jochen Roller, Christoph Schlingensief, She She Pop, The Wooster Group, Peaches.

## Premii
- 2004: Teatrul anului: atribuit de revista Theater heute, pentru prima dată unui teatru fără trupă
- 2012: Teatrul anului

## Aspecte financiare
Hebbel am Ufer este un teatru independent. El are un buget de aproximativ 4,6 milioane de euro provenit din subvențiile landului Berlin și dispune de numeroase surse suplimentare de finanțare a proiectelor cum ar fi Fondul Cultural al capitalei, Senatul orașului Berlin, Fundația Culturală a Germaniei Federale ș.a. Matthias Lilienthal a beneficiat în anul 2012 de fonduri de aproximativ cinci milioane de euro, din care două milioane pentru cereri de finanțare. Din aceste două milioane de euro, o sumă de 1,2 milioane de euro au mers pentru finanțarea unor trupe de teatru independente și aproximativ 800.000 de euro pentru acorduri de subvenționare acordate direct de HAU.

## Legături externe
- Webpräsenz des Hebbel am Ufer
- Organisiertes Chaos. Das Hebbel am Ufer Berlin. In: Neue Zürcher Zeitung, 8 decembrie 2006.